# Locomotiva FS R.370
La locomotiva a vapore gruppo R.370 era una locomotiva a tre assi (locotender), alimentata a carbone, che le Ferrovie dello Stato costruirono per il servizio sulle linee siciliane a scartamento ridotto con tratte a cremagliera.

## Storia
Le locomotive del gruppo R.370 vennero progettate e costruite a partire dal 1909 in previsione dell'entrata in funzione delle ferrovie a scartamento ridotto della Sicilia a servizio dei bacini minerari zolfiferi delle province di Enna, Caltanissetta e Palermo, allora assai importanti dal punto di vista estrattivo ed economico.
Munite di ruote dentata per la circolazione sulle linee con tratto a cremagliera, prestarono servizio in Sicilia, sulle linee Dittaino - Leonforte e Dittaino - Piazza Armerina - Caltagirone, assegnate ai depositi di Piazza Armerina, Licata e Lercara.
Il loro primo impiego fu nella conduzione di convogli per minatori e minerali dei bacini zolfiferi di Lercara, Cianciana, Grottacalda e Floristella.
Vennero utilizzate principalmente sulle linee:
- Dittaino-Piazza Armerina-Caltagirone
- Dittaino-Assoro-Leonforte
- Ferrovia Agrigento-Naro-Licata
- Ferrovia Lercara-Filaga-Magazzolo
- Ferrovia Filaga-Palazzo Adriano

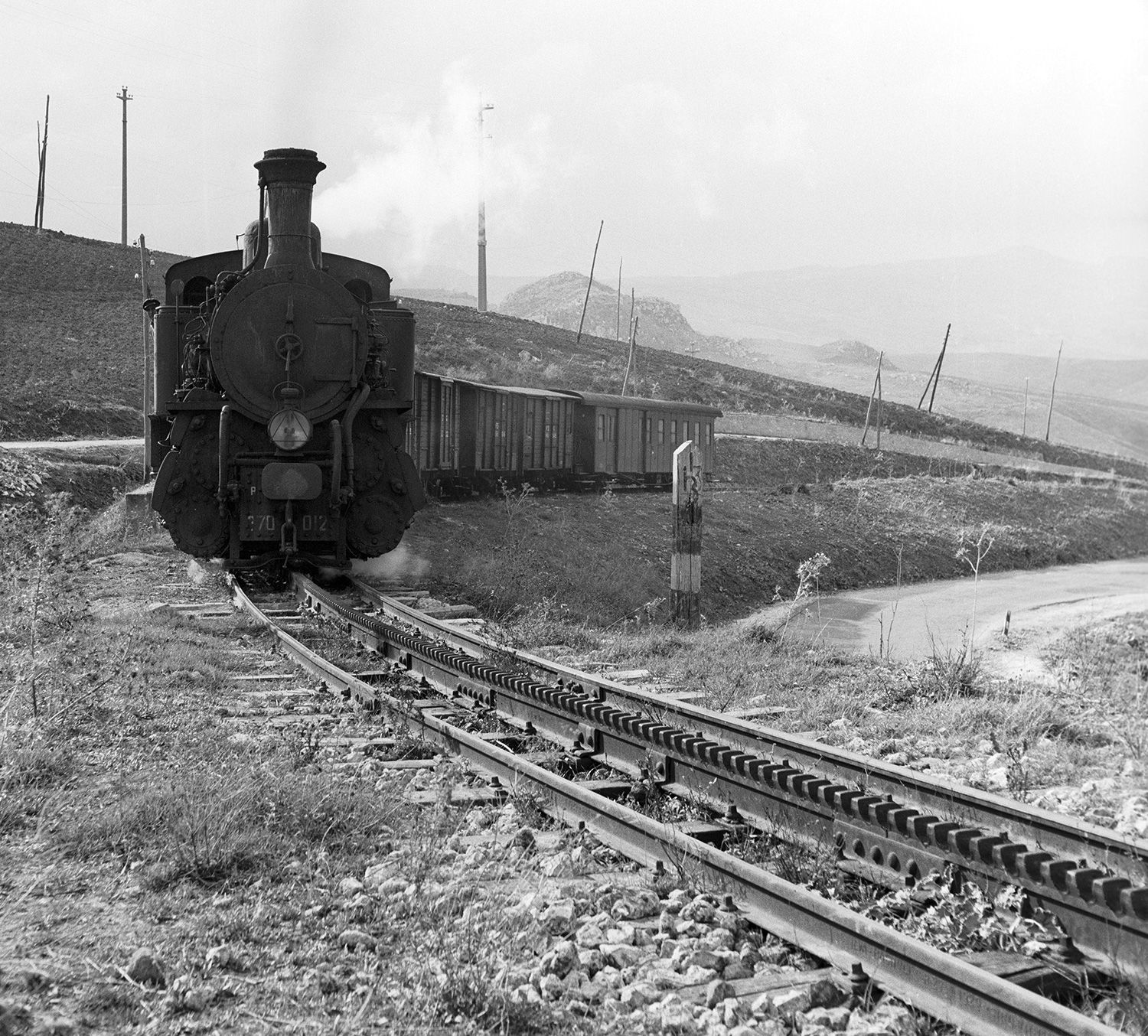
Locomotiva a vapore R.370.012 nel tratto a cremagliera Mulinello-Valguarnera della linea ferroviaria Dittaino-Piazza Armerina-Caltagirone

Nel 1932, ne risultano assegnate 16 al deposito locomotive di Piazza Armerina, 20 al deposito di Lercara e 12 al deposito di Licata.
A partire dal 1939 dato il crollo della produzione dello zolfo e il conseguente calo del numero dei treni, molte di esse vennero accantonate e le FS decisero di vendere una parte delle locomotive accantonate e inutilizzate ad altre amministrazioni. Tra il 1939 e il 1953 22 locomotive vennero acquisite dalle Ferrovie Meridionali Sarde con un primo lotto di quindici locomotive che private della ruota dentata vennero utilizzate sulle linee della Sardegna, con ottime prestazioni, per i treni merci dei bacini carboniferi del Sulcis a quell'epoca molto importanti sia a causa dell'"embargo" a cui era sottoposta l'Italia, sia perché in prossimità del conflitto mondiale e altre sette R.370 vennero vendute alle suddette Ferrovie sarde nel dopoguerra.
Si dimostrarono delle macchine robuste ed affidabili grazie alla loro massa tutta aderente e al basso peso per asse, di poco più di 12 tonnellate e furono utilizzate sia nel servizio merci che in quello viaggiatori. Prestarono servizio sulla rete FS fino al 1971, anno di chiusura della linea Dittaino-Piazza Armerina-Caltagirone, ultima linea FS a sr con tratte armate con cremagliera.
Attualmente esistono monumentate/conservate 5 unità, tra cui la R 370 023 esposta al Museo nazionale ferroviario di Pietrarsa.

## Caratteristiche

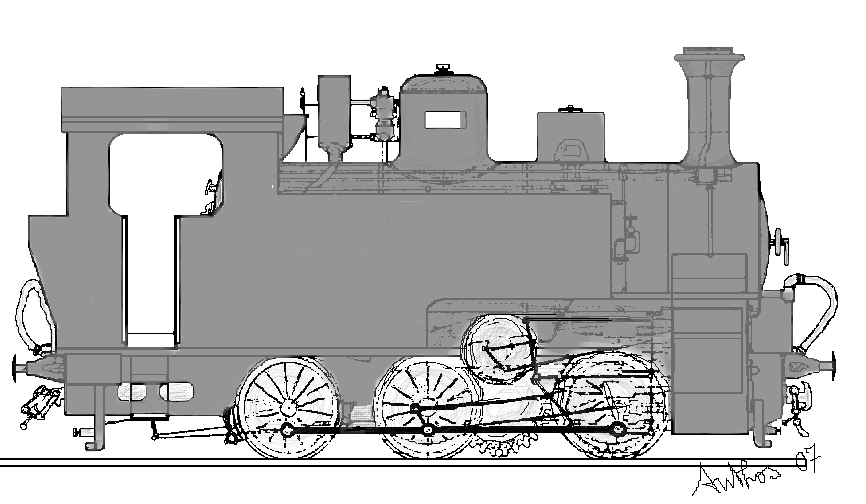
Prospetto laterale di una R.370.

Le locomotive del gruppo R.370, sono strettamente imparentate con le locomotive a scartamento ordinario 980, di cui ricalcano l'impostazione tecnica e meccanica; infatti sia la distribuzione che la trasmissione del moto, sono simili. Hanno la stessa funzionalità il freno a nastro e il ruotismo dentato che ingrana la cremagliera, ai fini della trazione, comandato dal proprio gruppo cilindri.

## Deposito locomotive di assegnazione
- Deposito locomotive di Piazza Armerina: n.16 unità
- Deposito locomotive di Lercara: n.20 unità
- Deposito locomotive di Licata: n.12 unità

## Esemplari preservati

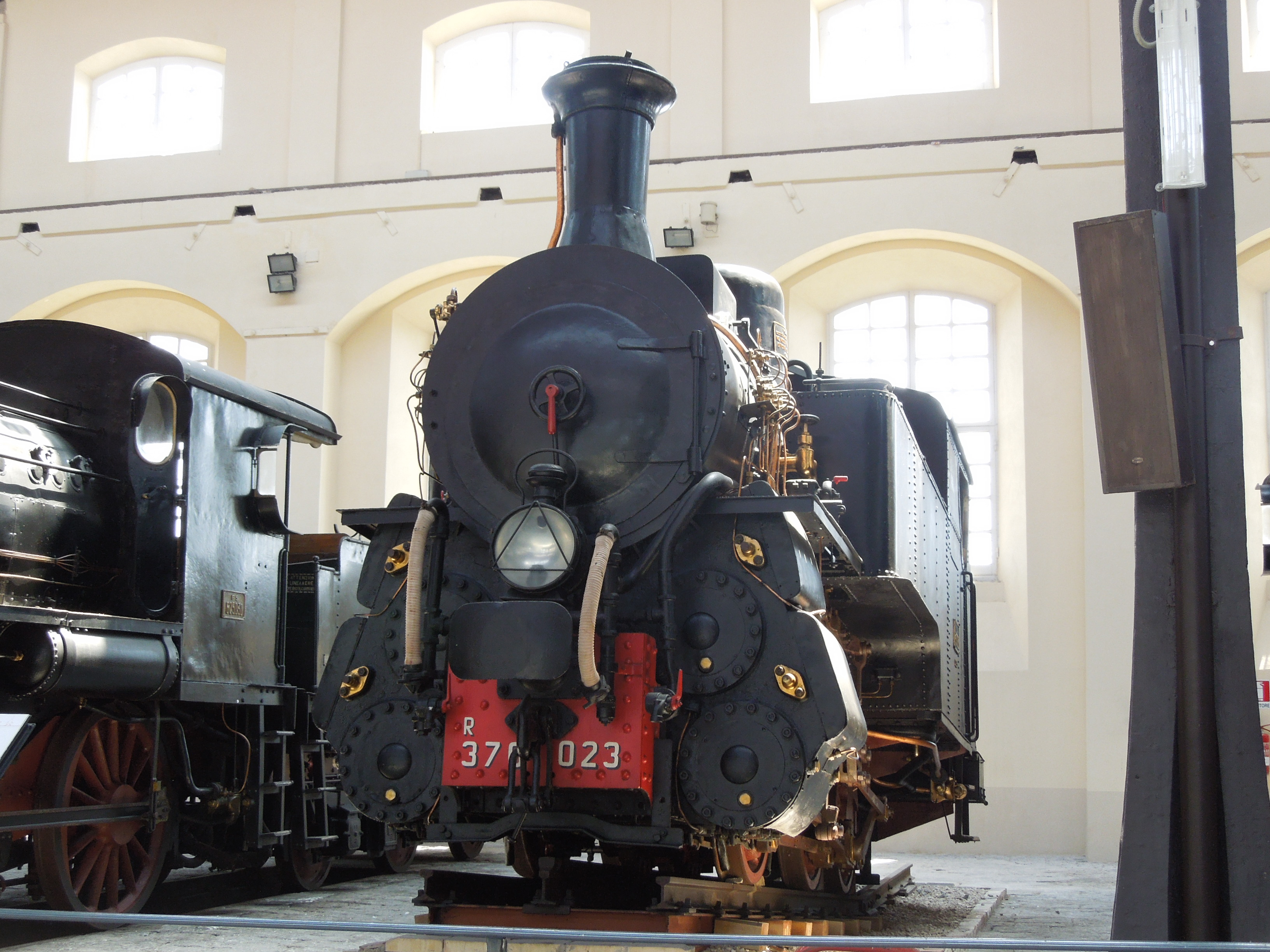
Locomotiva R.370.023 esposta nel Museo nazionale ferroviario di Pietrarsa

Alcuni esemplari sono sopravvissuti e attualmente esistono monumentate/conservate cinque unità tra le quali: 
- la R.370.002, fa parte di una collezione privata a Monterotondo[1];
- la R.370.012, esposta sul lato sud del primo marciapiede della Stazione di Catania Centrale;
- la R.370.023, esposta nel Museo nazionale ferroviario di Pietrarsa;
- la R.370.018, esposta presso il Museo Modellismo Ferroviario Gioacchino Capelletti a Città di Castello (PG), che sarà riportata a Piazza Armerina[2];
- la R.370.024 esposta al Museo della Grande Guerra di Canove di Roana nell'Altopiano di Asiago.

### Fonti a stampa
- Ferrovie dello Stato, Album dei tipi, 1915-1923, Ferrovie dello Stato, 1915.
- Servizio materiale e trazione, La locomotiva a vapore, Firenze, Ferrovie dello Stato, 1971.
- Servizio materiale e trazione, Norme per il servizio pratico con locomotive a vapore, Firenze, Ferrovie dello Stato, 1971.

### Storiografia e complementi
- Peter Michael Kalla-Bishop, Mediterranean island railways, Newton Abbot, David & Charles, 1970..
- Ettore Caliri, La ferrovia Castelvetrano-Ribera e il suo caratteristico materiale rotabile, in Italmodel Ferrovie, n. 232, 1979.
- Nico Molino, La rete FS a scartamento ridotto della Sicilia, Torino, Elledi, 1985, ISBN 88-7649-037-X.
- Peter Michael Kalla-Bishop, Italian State Railways steam locomotives, Abingdom, R. Tourret, 1986, ISBN 0-905878-03-5.
- Angelo Nascimbene, Aldo Riccardi, 1905-2005. Cento anni di locomotive a vapore delle Ferrovie dello Stato, in Tutto treno tema, n. 20, 2005.
- Aldo Riccardi, R 370. Le arrampicatrici della Trinacria, in Tutto treno 19, n. 203, 2006,  pp. 24-32.
- Nico Molino, Stefano Garzaro, Le locomotive a vapore FS a scartamento ridotto della Sicilia, Desenzano del Garda, Editoriale del Garda, 2011, ISBN 978-88-85105-19-5.